# España en la Copa Mundial de Fútbol de 1994
La selección de España fue uno de los 24 países participantes de la Copa Mundial de Fútbol de 1994, realizada en Estados Unidos. Terminó el torneo en el octavo puesto, tras ser eliminada en cuartos de final.

## Clasificación

### Grupo 3
| Pos. | Equipo            | Pts. | PJ | G | E | P | GF | GC | Dif. | Clasificación |     | ESP | IRL | DEN | NIR | LTU | LVA | ALB |
| ---- | ----------------- | ---- | -- | - | - | - | -- | -- | ---- | ------------- | --- | --- | --- | --- | --- | --- | --- | --- |
| 1    | España            | 27   | 12 | 8 | 3 | 1 | 27 | 4  | +23  | Clasificados  |     | —   | 0–0 | 1–0 | 3–1 | 5–0 | 5–0 | 3–0 |
| 2    | Irlanda           | 25   | 12 | 7 | 4 | 1 | 19 | 6  | +13  | Clasificados  |     | 1–3 | —   | 1–1 | 3–0 | 2–0 | 4–0 | 2–0 |
| 3    | Dinamarca         | 25   | 12 | 7 | 4 | 1 | 15 | 2  | +13  |               |     | 1–0 | 0–0 | —   | 1–0 | 4–0 | 2–0 | 4–0 |
| 4    | Irlanda del Norte | 18   | 12 | 5 | 3 | 4 | 14 | 13 | +1   |               | 0–0 | 1–1 | 0–1 | —   | 2–2 | 2–0 | 3–0 |     |
| 5    | Lituania          | 9    | 12 | 2 | 3 | 7 | 8  | 21 | −13  |               | 0–2 | 0–1 | 0–0 | 0–1 | —   | 1–1 | 3–1 |     |
| 6    | Letonia           | 5    | 12 | 0 | 5 | 7 | 4  | 21 | −17  |               | 0–0 | 0–2 | 0–0 | 1–2 | 1–2 | —   | 0–0 |     |
| 7    | Albania           | 5    | 12 | 1 | 2 | 9 | 6  | 26 | −20  |               | 1–5 | 1–2 | 0–1 | 1–2 | 1–0 | 1–1 | —   |     |

 Fuente: 

## Jugadores
| #  | Nombre                | Nac | Posición      | Club                   |
| -- | --------------------- | --- | ------------- | ---------------------- |
| 1  | Andoni Zubizarreta    |     | Portero       | F. C. Barcelona        |
| 2  | Albert Ferrer         |     | Defensa       | F. C. Barcelona        |
| 3  | Jorge Otero           |     | Defensa       | Celta de Vigo          |
| 4  | Francisco Camarasa    |     | Defensa       | Valencia CF            |
| 5  | Abelardo              |     | Defensa       | Real Sporting de Gijón |
| 6  | Fernando Hierro       |     | Defensa       | Real Madrid            |
| 7  | Jon Andoni Goikoetxea |     | Delantero     | F. C. Barcelona        |
| 8  | Julen Guerrero        |     | Mediocampista | Athletic Club          |
| 9  | Josep Guardiola       |     | Mediocampista | F. C. Barcelona        |
| 10 | José María Bakero     |     | Mediocampista | F. C. Barcelona        |
| 11 | Txiki Begiristain     |     | Delantero     | F. C. Barcelona        |
| 12 | Sergi Barjuán         |     | Defensa       | F. C. Barcelona        |
| 13 | Santiago Cañizares    |     | Portero       | Celta de Vigo          |
| 14 | Juanele               |     | Delantero     | Real Sporting de Gijón |
| 15 | José Luis Caminero    |     | Mediocampista | Atlético de Madrid     |
| 16 | Felipe Miñambres      |     | Delantero     | CD Tenerife            |
| 17 | Voro                  |     | Defensa       | Deportivo La Coruña    |
| 18 | Rafael Alkorta        |     | Defensa       | Real Madrid            |
| 19 | Julio Salinas         |     | Delantero     | F. C. Barcelona        |
| 20 | Miguel Ángel Nadal    |     | Defensa       | F. C. Barcelona        |
| 21 | Luis Enrique          |     | Mediocampista | Real Madrid            |
| 22 | Julen Lopetegui       |     | Portero       | CD Logroñés            |
| DT | Javier Clemente       |     |               |                        |

## Resultados

### Grupo C
| Pos. | Equipo        | Pts. | PJ | G | E | P | GF | GC | Dif. | Clasificación    |
| ---- | ------------- | ---- | -- | - | - | - | -- | -- | ---- | ---------------- |
| 1    | Alemania      | 7    | 3  | 2 | 1 | 0 | 5  | 3  | +2   | Octavos de Final |
| 2    | España        | 5    | 3  | 1 | 2 | 0 | 6  | 4  | +2   | Octavos de Final |
| 3    | Corea del Sur | 2    | 3  | 0 | 2 | 1 | 4  | 5  | −1   |                  |
| 4    | Bolivia       | 1    | 3  | 0 | 1 | 2 | 1  | 4  | −3   |                  |

 Fuente: FIFA
| 17-6-1994 | España                       | 2–2     | Corea del Sur      | Cotton Bowl, Dallas                                         |                                                             |
|           | Salinas 51' · Goikoetxea 55' | Reporte | Hong 85' · Seo 90' | Asistencia: 56,247 espectadores Árbitro(s): Peter Mikkelsen | Asistencia: 56,247 espectadores Árbitro(s): Peter Mikkelsen |

| 21-6-1994 | Alemania      | 1–1     | España         | Soldier Field, Chicago                                     |                                                            |
|           | Klinsmann 48' | Reporte | Goikoetxea 14' | Asistencia: 63,113 espectadores Árbitro(s): Filippi Cavani | Asistencia: 63,113 espectadores Árbitro(s): Filippi Cavani |

| 27-6-1994 | Bolivia        | 1–3     | España                                  | Soldier Field, Chicago      |                             |
|           | E. Sánchez 67' | Reporte | Guardiola 19' (pen.) · Caminero 66' 70' | Árbitro(s): Rodrigo Badilla | Árbitro(s): Rodrigo Badilla |

### Octavos de final
| 2-7-1994 | España                                                 | 3–0     | Suiza | RFK Stadium, Washington                                        |                                                                |
|          | Hierro 15' · Luis Enrique 74' · Begiristain 86' (pen.) | Reporte |       | Asistencia: 53,121 espectadores Árbitro(s): Mario van der Ende | Asistencia: 53,121 espectadores Árbitro(s): Mario van der Ende |

### Cuartos de final
| 9-7-1994 | Italia                        | 2–1     | España       | Foxboro Stadium, Foxborough                             |                                                         |
|          | D. Baggio 25' · R. Baggio 88' | Reporte | Caminero 58' | Asistencia: 53,400 espectadores Árbitro(s): Sándor Puhl | Asistencia: 53,400 espectadores Árbitro(s): Sándor Puhl |